# Campeonato Europeu de Halterofilismo de 1996
O Campeonato Europeu de Halterofilismo de 1996 foi a 75ª edição do campeonato, sendo organizado pela Federação Europeia de Halterofilismo, em Stavanger, na Noruega, entre 6 a 12 de abril de 1996. A edição masculina contou com 10 categorias. Também ocorreu a 9ª edição do Campeonato Europeu de Halterofilismo feminino, sendo organizado pela Federação Europeia de Halterofilismo, em Praga, na Chéquia, entre 30 de outubro a 4 de novembro de 1996. A edição feminina contou com nove categorias.

## Medalhistas

### Masculino
| Evento                     | Ouro                             | Ouro     | Prata                           | Prata    | Bronze                             | Bronze   |
| -------------------------- | -------------------------------- | -------- | ------------------------------- | -------- | ---------------------------------- | -------- |
| Mosca (até 54 kg)          | Halil Mutlu · Turquia            | 275,0 kg | Stefan Gueorguiev · Bulgária    | 255,0 kg | Traian Cihărean · Roménia          | 250,0 kg |
| Galo (até 59 kg)           | Leonidas Sabanis · Grécia        | 292,5 kg | Sevdalin Minchev · Bulgária     | 287,5 kg | Marius Cihărean · Roménia          | 282,5 kg |
| Pena (até 64kg)            | Valerios Leonidis · Grécia       | 312,5 kg | Petar Petrov · Bulgária         | 305,0 kg | Ilian Iliev · Bulgária             | 305,0 kg |
| Leve (até 70 kg)           | Zlatan Vanev · Bulgária ·        | 337,5 kg | Plamen Zheliazkov · Bulgária    | 332,5 kg | Ergün Batmaz · Turquia ·           | 327,5 kg |
| Médio (até 76 kg)          | Waldemar Kosiński · Polónia      | 350,0 kg | Serguei Filimonov · Rússia      | 350,0 kg | Víktor Mitru · Grécia              | 345,0 kg |
| Pesado-ligeiro (até 83 kg) | Yuri Myshkovets · Rússia         | 367,5 kg | Bidzina Mikiashvili · Geórgia   | 357,5 kg | Dursun Sevinç · Turquia            | 355,0 kg |
| Meio-pesado (até 91 kg)    | Sunay Bulut · Turquia            | 382,5 kg | Oliver Caruso · Alemanha        | 380,0 kg | Plamen Bratoichev · Bulgária       | 372,5 kg |
| Pesado I (até 99 kg)       | Akakios Kakiasvilis · Grécia     | 392,5 kg | Dmitri Smirnov · Rússia         | 392,5 kg | Viacheslav Ivanovski · Israel      | 377,5 kg |
| Pesado II (até 108 kg)     | Yevgueni Shishliannikov · Rússia | 405,0 kg | Nicu Vlad · Roménia             | 402,5 kg | Vladimir Yemelianov · Bielorrússia | 400,0 kg |
| Superpesado (+ 108 kg)     | Leonid Taranenko · Bielorrússia  | 415,0 kg | Alexei Krusevich · Bielorrússia | 407,5 kg | Axel Franz · Alemanha              | 405,0 kg |

### Feminino
| Evento  | Ouro                         | Ouro     | Prata                          | Prata    | Bronze                        | Bronze   |
| ------- | ---------------------------- | -------- | ------------------------------ | -------- | ----------------------------- | -------- |
| 46 kg   | Donka Mincheva · Bulgária    | 147,5 kg | Estefanía Juan Tello · Espanha | 147,5 kg | Esma Can · Turquia            | 140,0 kg |
| 50 kg   | Izabela Rifatova · Bulgária  | 167,5 kg | Siika Stoeva · Bulgária        | 165,0 kg | Csilla Földi · Hungria        | 152,5 kg |
| 54 kg   | Neslihan Demiröz · Turquia   | 177,5 kg | Neli Yankova · Bulgária        | 167,5 kg | Ioanna Jatziioannu · Grécia   | 165,0 kg |
| 59 kg   | Fatma Kabadayı · Turquia     | 202,5 kg | María Jristoforidu · Grécia    | 182,5 kg | Neslihan Demiröz · Turquia    | 177,5 kg |
| 64 kg   | Guergana Kirilova · Bulgária | 202,5 kg | Ioanna Jatziioannu · Grécia    | 197,5 kg | Tatiana Tezikova · Rússia     | 187,5 kg |
| 70 kg   | Şule Şahbaz · Turquia        | 217,5 kg | Aysel Özgür · Turquia          | 212,5 kg | Irina Kasimova · Rússia       | 207,5 kg |
| 76 kg   | Mária Takács · Hungria       | 215,5 kg | Derya Açıkgöz · Turquia        | 212,5 kg | Panayota Antonopulu · Grécia  | 207,5 kg |
| 83 kg   | Albina Jomich · Rússia       | 232,5 kg | Monique Riesterer · Alemanha   | 225,0 kg | Karoliina Lundahl · Finlândia | 220,0 kg |
| + 83 kg | Nurcihan Gönül · Turquia     | 235,0 kg | Sylvie Iskin · França          | 220,0 kg | Erika Takács · Hungria        | 215,0 kg |

## Quadro de medalhas
Quadro de medalhas no total combinado
| Ordem | País         | Medalha de ouro | Medalha de prata | Medalha de bronze | Total |
| ----- | ------------ | --------------- | ---------------- | ----------------- | ----- |
| 1     | Turquia      | 6               | 2                | 4                 | 12    |
| 2     | Bulgária     | 4               | 6                | 2                 | 12    |
| 3     | Grécia       | 3               | 2                | 3                 | 8     |
| 4     | Rússia       | 3               | 2                | 2                 | 7     |
| 5     | Bielorrússia | 1               | 1                | 1                 | 3     |
| 6     | Hungria      | 1               | 0                | 2                 | 3     |
| 7     | Polónia      | 1               | 0                | 0                 | 1     |
| 8     | Alemanha     | 0               | 2                | 1                 | 3     |
| 9     | Roménia      | 0               | 1                | 2                 | 3     |
| 10    | Geórgia      | 0               | 1                | 0                 | 1     |
| 10    | Espanha      | 0               | 1                | 0                 | 1     |
| 10    | França       | 0               | 1                | 0                 | 1     |
| 13    | Finlândia    | 0               | 0                | 1                 | 1     |
| 13    | Israel       | 0               | 0                | 1                 | 1     |
| Total | Total        | 19              | 19               | 19                | 57    |